# 初夜権 (映画)
『初夜権』（原題: Jus primae noctis）は、1972年に公開されたパスクァーレ・フェスタ・カンパニーレ監督によるイタリアのコメディ映画である。
日本では未公開の作品である。

## 内容
本作の主人公である貴族アリベルト・デ・フィクッレは、容姿が醜いマティルデ・モンテフィアスコーネとの結婚に多少の不満を持っていた。暴れ回っても心はなんら満たされないアリベルトは、ある時「初夜権」を復活させることを思いつく。

## キャスト
- アリベルト・デ・フィクッレ - ランド・ブッツァンカ（英語版）
- ガンドルフォ - レンツォ・モンタニャーニ（英語版）
- ヴェネルタ - マリル・トロ（英語版）
- プッチオ修道士 - フェリス・アンドレアージ（英語版）
- グイドーネ - アントニオ・ウッチ（英語版）
- 教皇 - パオロ・ストッパ（英語版）
- マルクルフォ - ジーノ・ペルニス（英語版）